# Personaggi del Marvel Cinematic Universe: A-L
Questa lista tratta principalmente personaggi principali e minori dei media prodotti dai Marvel Studios.

## A

### Ajak
Ajak (interpretata da Salma Hayek) è la leader saggia e spirituale degli Eterni, che possiede poteri curativi e funge da "ponte" tra gli Eterni e il Celestiale Arishem. Sulla base di questa dinamica, Ajak è consapevole che l'Emersione si verificherà e decide di provare a fermarla ai giorni nostri a causa del suo crescente amore per l'umanità. Tuttavia, il suo compagno Eterno Ikaris vede questo come un tradimento e la porta a essere uccisa dai Devianti, facendo diventare Sersi il nuovo ponte con Arishem.
Hayek era inizialmente titubante quando le è stato offerto il ruolo, presumendo che non avrebbe avuto altro che un ruolo come personaggio secondario di "nonna". La controparte dei fumetti di Ajak è di sesso maschile e Hayek ha affermato che il passaggio verso un personaggio femminile le ha permesso di appoggiarsi alla femminilità del personaggio come "figura materna" per il resto degli Eterni.
Al 2023, il personaggio è apparso nel film Eternals.

### Algrim / Kurse
Algrim (interpretato da Adewale Akinnuoye-Agbaje), noto anche come Kurse, è un Elfo oscuro e luogotenente di Malekith. È uno dei pochi Elfi oscuri sopravvissuti alla catastrofe che ha quasi spazzato via la loro razza. È fisicamente più forte e resistente di Thor, grazie alle sue abilità migliorate con la Pietra Kurse, che gli consente di sopravvivere ai colpi di Mjolnir, sebbene Loki lo riesca ad uccidere.
Al 2023, il personaggio è apparso nel film Thor: The Dark World e nella serie su Disney+ Loki (tramite dei filmati d'archivio).

### Liz Allan
Liz Allan (interpretata da Laura Harrier) è una studentessa della Midtown School of Science and Technology che guida la squadra del decathlon. È la figlia di Adrian Toomes e l'interesse amoroso iniziale di Peter Parker. Lascia la scuola di Peter e cambia stato dopo l'arresto di suo padre. Dopo che l'identità di Peter come Spider-Man è stata esposta, fa un'intervista col People Magazine sulla sua relazione con lui.
Al 2023, il personaggio è apparso nel film Spider-Man: Homecoming; compare anche nella versione estesa di Spider-Man: No Way Home.

### Alto Evoluzionario
L'Alto Evoluzionario (High Evolutionary, interpretato da Chukwudi Iwuji) è un genetista alieno che cerca di prendere quelle che considera forme di vita inferiori per migliorarle in specie perfette.
Al 2023, il personaggio è apparso nel film Guardiani della Galassia Vol. 3.

### L'Altro
L'Altro (The Other, interpretato da Alexis Denisof) è un personaggio originale del MCU ed è il cupo leader di una razza aliena chiamata Chitauri. È un servo di Thanos ed usa poteri telepatici. Nel 2014 viene ucciso da Ronan l'accusatore.
Al 2023, il personaggio è apparso in due film: The Avengers e Guardiani della Galassia.

### Ammit
Ammit (interpretata tramite motion capture da Sofia Danu, doppiata da Saba Mubarak) è la dea egizia imprigionata che Arthur Harrow intende rilasciare. Ammit è conosciuta come "Divoratrice dei morti" e prevede di esprimere il suo giudizio preventivo su tutta l'umanità. Viene liberata da Harrow e gli concede come suo avatar. I due iniziano il suo piano, ma vengono fermati dagli sforzi congiunti di Marc, Layla e Khonshu. Ammit viene quindi intrappolata all'interno del corpo di Harrow affinché possano essere entrambi uccisi. Marc rifiuta e viene rilasciato dalla sua servitù di Khonshu, ma quest'ultimo ordina a Jake Lockley, altra identità di Marc, di eseguire l'assassinio. È basata sull'omonima divinità egizia.
Al 2023, il personaggio è apparso nella serie su Disney+ Moon Knight.

### Antico
L'Antico (Ancient One, interpretata da Tilda Swinton) è l'ex Stregone Supremo e mentore di Stephen Strange che viene uccisa da Kaecilius.
Una versione alternativa dell'Antico viene incontrata dal Bruce Banner di Terra-616 al Sanctum Sanctorum mentre è alla ricerca della Gemma del tempo.
Nei fumetti il personaggio è un uomo tibetano, mentre nella versione cinematografica è un celtico androgino interpretata da Tilda Swinton. Il casting di Swinton è stato ampiamente criticato ed accusato di whitewashing. Il regista Scott Derrickson e il co-sceneggiatore C. Robert Cargill volevano evitare di adattare il personaggio come rappresentato nei fumetti, poiché ritenevano che stesse perpetuando gli stereotipi asiatici di Fu Manchu del periodo, aggravando anche il dibattito sulla sovranità del Tibet. Derrickson inizialmente voleva far diventare il personaggio una donna asiatica, ma sentiva che questo avrebbe invocato lo stereotipo della Dragon Lady o il feticismo asiatico, a seconda dell'età dell'attrice. Voleva anche evitare lo stereotipo di un "personaggio occidentale che viene in Asia per imparare a essere asiatico", quindi alla fine ha deciso di scegliere un attore non asiatico per il ruolo. Swinton è stata scelta perché Derrickson credeva che lei potesse interpretare il lato "prepotente, riservato, etereo, enigmatico [e] mistico" del personaggio. Swinton ha interpretato il personaggio come se fosse androgino, nonostante il film utilizzi il pronome "lei" per riferirsi al personaggio. Derrickson si è detto soddisfatto della diversità del cast del film, in termini sia di genere che di etnia, ma ha riconosciuto che "gli asiatici sono stati vittime di whitewashing e stereotipati nel cinema americano per oltre un secolo e le persone dovrebbero essere arrabbiate a riguardo o non cambierà nulla. Quello che ho fatto era il minore di due mali, ma è pur sempre un male". Ripensando al casting nel maggio del 2021, Feige ha detto che lo studio pensava di essere "così intelligente e così all'avanguardia" quando ha evitato lo stereotipo del vecchio saggio asiatico, ma la critica al casting è stata un campanello d'allarme con il quale si sono resi conto che avrebbero potuto scegliere un attore asiatico per il ruolo senza inciampare negli stereotipi.
Al 2023, il personaggio è apparso nel film Doctor Strange. Delle versioni alternative dell'Antico sono apparse nel film Avengers: Endgame e nella serie animata What If...?.

### Aneka
Aneka (interpretata da Michaela Coel) è una guerriera wakandana e membro delle Dora Milaje. Aneka in seguito assume il ruolo di Angelo della mezzanotte, insieme a Okoye. Aneka è anche sentimentalmente coinvolta con Ayo.
Al 2023, il personaggio è apparso nel film Black Panther: Wakanda Forever.

### Arishem
Arishem (doppiato da David Kaye) è un Celestiale che ha creato i Devianti e in seguito gli Eterni una volta che i Devianti si sono ribellati alla loro programmazione. Dalle dimensioni impressionanti, Arishem comunica con un solo membro di un dato gruppo di Eterni: sulla Terra, questo è Ajak, salvo poi diventare Sersi a seguito della morte della prima. A seguito dell'interruzione dell'Emersione, Arishem porta via Sersi, Festo e Kingo per giudicarli, giurando di risparmiare la Terra solo se i loro ricordi mostrano che vale la pena risparmiare l'umanità.
Al 2023, il personaggio è apparso nel film Eternals.

### Attuma
Attuma (interpretato da Alex Livinalli) è un guerriero di Talokan.
Al 2023, il personaggio è apparso nel film Black Panther: Wakanda Forever.

### Ayesha
Ayesha (interpretata da Elizabeth Debicki) è l'alta sacerdotessa della razza dei Sovereign dalla pelle dorata, una delle specie create dall'Alto Evoluzionario. Assume i Guardiani della Galassia per proteggere le batterie Annulax da un Abilisk, ma invia la sua flotta di Omnicraft per ucciderli dopo che Rocket ha rubato molte delle batterie con l'intento di rivenderle. Quando la flotta viene distrutta durante la battaglia su Ego, Ayesha decide di creare Adam per dare la caccia ai Guardiani. Nel 2026, viene costretta a risvegliare Adam prematuramente dall'Alto Evoluzionario, che lo vuole usare come mezzo per raggiungere Rocket. Viene uccisa quando la Contro-Terra viene distrutta.
Al 2023, il personaggio è apparso in due film: Guardiani della Galassia Vol. 2 e Guardiani della Galassia Vol. 3. Una versione alternativa di Ayesha è apparsa nella serie animata Disney+ What If...?.

### Ayo
Ayo (interpretata da Florence Kasumba) è la seconda in comando delle Dora Milaje in Wakanda. Dopo la rimozione di Okoye dal corpo, viene promossa a generale delle Dora Milaje. Viene inoltre mostrata in una relazione romantica con Aneka.
Al 2023, il personaggio è apparso in quattro film ed un serie su Disney+: rispettivamente Captain America: Civil War, Black Panther, Avengers: Infinity War, Black Panther: Wakanda Forever e The Falcon and the Winter Soldier.

## B

### Cacciatrice B-15
Cacciatrice B-15 (Hunter B-15, interpretata da Wunmi Mosaku) è un'agente della Time Variance Authority e una variante temporale a cui è stato fatto il lavaggio del cervello che in seguito ricorderà della sua famiglia. In Fanta/Scienza, viene svelata essere una variante temporale della dr. Verity Willis, una pediatra proveniente dalla New York del 2012.
Al 2024, il personaggio è apparso in un film ed una serie su Disney+: rispettivamente in Loki e Deadpool & Wolverine.

### Nakia Bahadir
Nakia Bahadir (interpretata da Yasmeen Fletcher) è un'amica stretta di Kamala Khan.
Al 2023, il personaggio è apparso nella serie su Disney+ Ms. Marvel.

### Laura Barton
Laura Barton (interpretata da Linda Cardellini), anche nota come Agente 19, è un'ex agente dello S.H.I.E.L.D., moglie di Clint Barton e madre di Cooper, Lila e Nathaniel Pietro Barton. Per proteggersi, Laura e i suoi figli vivono in segreto, all'insaputa degli Avengers. Tuttavia, quest'ultimi visitano la fattoria di Barton nel 2015 e Laura afferma di essere incinta del loro terzo figlio. Clint decide di ritirarsi dagli Avengers per stare con la sua famiglia, e in seguito Laura dà alla luce Nathaniel. Nel 2018, lei e tutti i suoi figli sono vittime del Blip, ma vengono riportati in vita nel 2023. Nel 2024, rimane a casa mentre Clint porta i bambini in viaggio ricevendo in seguito il suo vecchio orologio dello S.H.I.E.L.D. quando Clint torna a casa.
Al 2023, il personaggio è apparso in due film e in una serie su Disney+: rispettivamente Avengers: Age of Ultron, Avengers: Endgame e Hawkeye.

### Georges Batroc
Georges Batroc (interpretato da Georges St-Pierre) è un mercenario e pirata algerino in cima alla lista degli avvisi rossi dell'Interpol, nonché un ex agente della DGSE che ha concluso 36 missioni di uccisione prima di essere smobilitato dal governo francese.
Al 2023, il personaggio è apparso nel film Captain America: The Winter Soldier e nella serie su Disney+ The Falcon and the Winter Soldier. Una versione alternativa di Batroc è apparsa nella serie animata su Disney+ What If...?.

### Quentin Beck / Mysterio
Quentin Beck (interpretato da Jake Gyllenhaal) è un ex dipendente delle Stark Industries e specialista di illusioni olografiche che si finge un supereroe chiamato Mysterio proveniente da un'altra realtà, la Terra-833. Viene reclutato da Nick Fury per aiutare Spider-Man a fermare gli Elementali, questi ultimi creati segretamente da Mysterio attraverso delle illusioni come modo per ottenere riconoscimenti per via del suo lavoro e come forma di vendetta a causa del suo risentimento per le Stark Industries e per il compianto Tony Stark, di cui era dipendente. Viene ucciso dopo che uno dei droni gli si ritorce contro, ma William Ginter Riva scarica i dati dei droni e modifica il filmato della sua morte per incastrare Parker e rivelare la sua identità a segreta a tutto il mondo.
Al 2023, il personaggio è apparso in due film e in una webserie: rispettivamente Spider-Man: Far from Home, Spider-Man: No Way Home e The Daily Bugle (in questi ultimi due prodotti è apparso tramite dei filmati d'archivio).

### Yelena Belova / Vedova Nera
Yelena Belova (interpretata da Florence Pugh) è una spia e assassina altamente addestrata che si è allenata nella Stanza Rossa come una Vedova Nera ed è la sorella adottiva di Natasha Romanoff. Nel 2016, lavora con Romanoff, Alexei Shostakov e Melina Vostokoff per fermare il generale Dreykov dopo che ha riattivato il programma Stanza Rossa. Dopo il Blip, di cui è rimasta vittima, e la morte di Romanoff, Belova viene avvicinata dalla contessa Valentina Allegra de Fontaine per uccidere Clint Barton a causa del suo coinvolgimento nella morte di Natasha. Individua Barton insieme a Kate Bishop e Maya Lopez e combatte mascherata contro di loro, finché Barton non la smaschera ed è costretta a ritirarsi. Alla vigilia di Natale, Belova si infiltra nella festa di Natale della famiglia di Bishop per uccidere Barton, ma Bishop la intercetta e la combatte. Belova affronta Barton sulla pista di pattinaggio del Rockefeller Center e all'inizio non crede alla sua storia sul sacrificio di Romanoff, fino a quando Barton non le rivela dei dettagli sulla relazione tra lei e Romanoff, dettagli che gli avrebbe potuto dire solo Natasha. In quel momento, Belova capisce che la morte di sua sorella non fu dovuta ad un omicidio, ma ad un sacrificio eroico voluto da lei stessa.
Dal 2021, il personaggio è apparso nel film Black Widow e nella serie su Disney+ Hawkeye. è la protagonista nel film  Thunderbolts*. Una versione alternativa di Belova apparirà nella serie animata in uscita nel 2025 Marvel Zombies.

### Eleanor Bishop
Eleanor Bishop (interpretata da Vera Farmiga) è la madre benestante di Kate Bishop.
Al 2023, il personaggio è apparso nella serie su Disney+ Hawkeye.

### Emil Blonsky / Abominio
Emil Blonsky (interpretato da Tim Roth), noto anche come Abominio (Abomination), è un Royal Marine britannico che viene trasformato in un'atroce creatura umanoide con una fisiologia potenziata e un aspetto deforme a causa dell'iniezione di una versione sperimentale del siero del supersoldato in concomitanza con la successiva esposizione a intense radiazioni gamma, proprio come successo con Hulk anni prima.
Lo S.H.I.E.L.D. era inizialmente incaricato della detenzione di Blonsky in una criocella in Alaska; Phil Coulson una volta minacciò di mandare Grant Ward a lavorare lì. Dopo il crollo dello S.H.I.E.L.D., il Damage Control ha preso il compito di sorvegliarlo e ha messo Blonsky in una prigione di massima sicurezza in California. Dopo il Blip, Blonsky aveva acquisito il controllo di se stesso su più livelli, addolcendosi e riacquistando la sua forma umana; dopo 14 anni di carcere, cercò di ottenere la libertà vigilata. Chiese a Jennifer Walters di fargli di avvocato facendo amicizia con lei. Più tardi, si sposterà a Kamar-Taj.
Al 2023, il personaggio è apparso in due film e in una serie su Disney+: rispettivamente: L'incredibile Hulk, Shang-Chi e la leggenda dei Dieci Anelli e She-Hulk: Attorney at Law, oltre ad essere apparso nel Marvel One-Shot Il consulente (tramite dei filmati d'archivio). Una versione alternativa del personaggio apparirà nella serie animata in uscita Marvel Zombies.

### Elsa Bloodstone
Elsa Bloodstone (interpretata da Laura Donnelly) è la figlia rinnegata di Ulysses Bloodstone a cui non piace la tradizione della famiglia della caccia dei mostri.
Al 2023, il personaggio è apparso nello speciale su Disney+ Licantropus.

### Verussa Bloodstone
Verussa Bloodstone (interpretata da Harriet Sansom Harris) è una cacciatrice di mostri, vedova di Ulysses Bloodstone e matrigna di Elsa Bloodstone. Dopo la morte del marito, diventa la leader del suo gruppo di cacciatori di mostri.
Al 2023, il personaggio è apparso nello speciale su Disney+ Licantropus.

### Ralph Bohner
Ralph Bohner (interpretato da Evan Peters) è un cittadino di Westview che Agatha Harkness costringe a impersonare il fratello gemello di Wanda Maximoff, Pietro. Harkness lo possiede, donandogli la super velocità di Pietro e costringendolo a interpretare il ruolo per scoprire come Wanda ha creato la sua realtà alternativa. Inizialmente viene presentato come il marito di "Agnes" (alias di Harkness) che veniva spesso menzionato spesso da quest'ultima. Viene liberato dal controllo di Harkness quando Monica Rambeau rimuove la collana magica che indossava.
Al 2023, il personaggio è apparso nella serie su Disney+ WandaVision. Il ruolo era un cenno al personaggio di Peters nella serie di film X-Men della 20th Century Fox, Peter Maximoff.

### Mallory Book
Mallory Book (interpretata da Renée Elise Goldsberry) è un'avvocatessa della GLK&H spinta da Jennifer Walters a diventare il capo della nuova divisione di difesa dei supereroi.
Al 2023, il personaggio è apparso nella serie televisiva She-Hulk: Attorney at Law.

### Blackagar Boltagon / Black Bolt
Blackagar Boltagon (interpretato da Anson Mount), anche noto come la Black Bolt, è il capo della Famiglia Reale Inumana e re di Attilan, la cui voce può causare distruzione con il minimo sussurro.
Nella Terra-838, Black Bolt è un membro degli Illuminati che viene ucciso da Wanda Maximoff dopo che ques'ultima altera la realtà per rimuoverle la bocca. Dopo aver realizzato, Boltagar si fa prendere dal panico e distrugge accidentalmente il proprio cervello con un urlo ovattato.
Al 2023, il personaggio è apparso nella serie televisiva Inhumans della Marvel Television. La sua controparte di Terra-838 è apparsa nel film Doctor Strange nel Multiverso della Follia.

### Isaiah Bradley
Isaiah Bradley (interpretato da Carl Lumbly) è un anziano supersoldato che ha prestato servizio nella guerra di Corea, durante la quale è stato inviato per combattere Bucky Barnes, al quale ha danneggiato il braccio metallico. Dopo aver salvato altri supersoldati neri che erano tenuti prigionieri, è stato imprigionato dal governo degli Stati Uniti e dall'Hydra per 30 anni, è stato oggetto di sperimentazione e la sua esistenza è rimasta segreta, senza che nemmeno Steve Rogers lo sapesse. Un'infermiera lo aiutò a fuggire falsificando la sua morte e lui si nascose. Nel 2024 vive a Baltimora con suo nipote Eli (interpretato da Elijah Richardson). Si rifiuta di aiutare Sam Wilson e Barnes quando lo cercano, rivelando il suo odio per il governo e il suo disprezzo per l'idea che un uomo nero diventi Captain America. Successivamente, con l'aiuto di Wilson, gli viene dedicato un memoriale e una statua nel museo della Smithsonian Institution.
Al 2025, il personaggio è apparso nella serie su Disney+ The Falcon and the Winter Soldier e nel film Captain America: Brave New World.

### Betty Brant
Elizabeth "Betty" Brant (interpretata da Angourie Rice) è una studentessa della Midtown School of Science and Technology. È la migliore amica di Liz Allan e conduce il notiziario della scuola. Nel 2018 è vittima del Blip, ma viene riportata in vita nel 2023. Nel 2024 intraprende una breve relazione con Ned Leeds durante il viaggio in Europa, mantenendo una buona amicizia con lui dopo la rottura.
Al 2023, il personaggio è apparso in tre film: Spider-Man: Homecoming, Spider-Man: Far from Home e Spider-Man: No Way Home, oltre ad essere apparsa nella seconda stagione della webserie The Daily Bugle come ultima stagista non retribuita del sito.

### Jackson Brice / Shocker
Jackson Brice (interpretato da Logan Marshall-Green), noto anche come Shocker, è un membro dell'impresa criminale di Adrian Toomes in possesso di una versione modificata del guanto emettitore di vibrazioni di Brock Rumlow. Dopo che un accordo sulle armi con Aaron Davis attira l'attenzione di Spider-Man, Toomes lo licenzia per la sua incoscienza e Brice lo minaccia di esporre la loro operazione. In risposta, Toomes spara a Brice con una delle armi di Phineas Mason per intimidirlo, disintegrandolo inavvertitamente. In seguito, Toomes consegna il guanto ed il mantello di "Shocker" al collega Herman Schultz.
Al 2023, il personaggio è apparso nel film Spider-Man: Homecoming.

### Sonny Burch
Sonny Burch (interpretato da Walton Goggins) è un "criminale di basso rango" che vuole che la tecnologia quantistica di Hank Pym venga venduta sul mercato nero. Ha degli scagnozzi (Uzman, Anitolov, Knox e l'agente dell'FBI Stoltz) ed è il proprietario di un ristorante (presumibilmente come copertura). Sonny tenta di acquistare la tecnologia Ant-Man di Pym, ma viene rifiutato da Hope van Dyne. Gli uomini di Sonny successivamente combattono Van Dyne e Scott Lang. In seguito riesce a ottenere informazioni dagli amici di Lang, Luis, Kurt e Dave, tramite il suo "siero della verità".
Al 2023, il personaggio è apparso nel film Ant-Man and the Wasp.

## C

### Carina
Carina (interpretata da Ophelia Lovibond) è la schiava del Collezionista. Tenta di afferrare la Gemma del potere, innescando un'esplosione che distrugge gran parte della collezione del Collezionista e che presumibilmente la uccide.
Al 2023, il personaggio è apparso in due film: Thor: The Dark World (in una scena durante i titoli di coda) e Guardiani della Galassia. Una versione alternativa di Carina è apparsa nella serie animata su Disney+ What If...?.

### Bruno Carrelli
Bruno Carrelli (interpretato da Matt Lintz) è il miglior amico di Kamala Khan, per la quale ha una cotta.
Al 2023, il personaggio è apparso nella serie su Disney+ Ms. Marvel.

### Mitchell Carson
Mitchell Carson (interpretato da Martin Donovan) l'ex capo della difesa dello S.H.I.E.L.D. mentre lavorava segretamente per l'Hydra. Quando Hank Pym scopre che lo S.H.I.E.L.D. ha cercato di replicare le sue particelle Pym nel 1989, si confronta con Carson, Peggy Carter e Howard Stark. Nel 2015, Carson si allea con l'ex protetto di Pym, ormai diventato avversario, Darren Cross, che è riuscito a replicare con successo le particelle di Pym. Durante uno scontro, Carson fugge con le particelle.
Al 2023, il personaggio è apparso nel film Ant-Man.

### Sharon Carter / Agente 13 / Power Broker
Sharon Carter (interpretata da Emily VanCamp), conosciuta anche come Agente 13 (Agent 13), è la nipote di Peggy Carter. Inizialmente appare come un agente dello S.H.I.E.L.D. e successivamente della CIA, prima di nascondersi a Madripoor dove lavora segretamente come Power Broker.
Al 2023, il personaggio è apparso in due film e in una serie su Disney+: rispettivamente Captain America: The Winter Soldier, Captain America: Civil War e The Falcon and the Winter Soldier. Una versione alternativa di Sharon Carter è apparsa nella serie animata su Disney+ What If...?.

### Casey / Cacciatore K-5E
Casey (interpretato da Eugene Cordero), anche noto come Cacciatore K-5E (Hunter K-5E), è un membro della Time Variance Authority. Lavora per l'organizzazione burocratica che raccoglie e archivia le prove. In Fanta/Scienza, è stato rivelato che Casey è in realtà una variante temporale del rapinatore di banche evaso da Alcatraz Frank Morris.
Al 2023, il personaggio è apparso nella serie Disney+ Loki.

### America Chavez
America Chavez (interpretata da Xochitl Gomez) è un'adolescente del Parallelo Utopico che ha la capacità di viaggiare tra le dimensioni del multiverso aprendo portali a forma di stella. Dopo aver viaggiato attraverso il multiverso insieme a Stephen Strange e aver aiutato a rimuovere l'influenza del Darkhold su Wanda Maximoff, sceglie di rimanere su Terra-616 e di imparare le Arti Mistiche a Kamar-Taj sotto la tutela di Wong.
Al 2023, il personaggio è apparso nel film Doctor Strange nel Multiverso della Follia.

### Helen Cho
La dottoressa Helen Cho (interpretata da Claudia Kim) è una genetista coreana di fama mondiale e leader dell'U-GIN Research Group. Assiste gli Avengers con la sua ricerca e tecnologia nella guerra contro l'Hydra, curando le ferite di Clint Barton. Più tardi, viene avvicinata e sottoposta al lavaggio del cervello da Ultron affinché lei possa creargli un nuovo corpo usando il vibranio e del tessuto sintetico; questo corpo diventerà poi quello di Visione.
Al 2023, il personaggio è apparso nel film Avengers: Age of Ultron.

### Clea
Clea (interpretata da Charlize Theron) è una strega dalla dimensione oscura che viene sulla Terra per chiedere l'aiuto di Stephen Strange.
Al 2023, il personaggio è apparso in Doctor Strange nel Multiverso della Follia (in una scena durante i titoli di coda).

### P. Cleary
P. Cleary (interpretato da Arian Moayed) è un agente del Department of Damage Control (DODC). Cleary ha condotto interrogatori contro Peter Parker, i suoi amici e la sua famiglia quando Mysterio ha svelato la sua identità segreta di Spider-Man. Cleary ha anche indagato sull'incidente all'AvengerCon nel New Jersey.
Al 2023, il personaggio è apparso nel film Spider-Man: No Way Home e nella serie su Disney+ Ms. Marvel.

### Curt Connors / Lizard
Il dottor Curt Connors (doppiato da Rhys Ifans), noto anche come Lizard, è uno scienziato della Oscorp di una realtà alternativa che si è trasformato in un grande mostro rettile mentre cercava di far ricrescere il suo braccio mancante.
Ifans riprende il suo ruolo dal film The Amazing Spider-Man (2012) di Marc Webb in Spider-Man: No Way Home; il filmato della guarigione di Connors è tratto direttamente da quel film.

### Gamma Corvi
Gamma Corvi (Corvus Glaive, doppiato e interpretato tramite motion capture da Michael James Shaw) è uno dei figli adottivi di Thanos. Nel 2018, si unì a suo padre nella sua ricerca delle sei Gemme dell'infinito, inizialmente attaccò la nave spaziale Statesman con i suoi fratelli e insieme a loro uccise gli asgardiani a bordo per recuperare la Gemma dello spazio. Durante il tentativo di recuperare la Gemma della mente da Visione con Proxima Media Nox, vengono intercettati e sconfitti da Steve Rogers, Natasha Romanoff e Sam Wilson. Durante un secondo tentativo, Media Nox guida gli Outriders nell'attacco agli Avengers per distrarli mentre Corvi si infiltrava nel laboratorio di Shuri attaccandola, il che porta Visione a venire in sua difesa e affrontare Corvi fuori dal laboratorio. Rogers interviene nella lotta, ma Corvi lo neutralizza prima che Visione lo uccida.
Una versione alternativa di Corvi viaggia attraverso il regno quantico con l'esercito di Thanos per combattere gli Avengers di Terra-616 nel loro universo, finendo uccisa da Okoye.
Al 2023, il personaggio è apparso nel film Avengers: Infinity War. Delle versioni alternative di Corvi sono apparse nel film Avengers: Endgame e nella serie animata su Disney+ What If...?, in cui il personaggio è doppiato da Fred Tatasciore.

### Cosmo
Cosmo (fisicamente interpretato dagli attori cani Fred e Slate, doppiato e interpretato con un'addizionale motion capture da Maria Bakalova) è un membro dei Guardiani della Galassia. È un cane senziente che ha sviluppato abilità psichiche dopo essere stato mandato nello spazio dall'Unione Sovietica. Nel 1966, fu mandata nello spazio e qualche tempo dopo fu trovata dal Collezionista che la portò a Knowhere. Nel 2014, assiste all'arrivo della squadra e sopravvive all'esplosione della Gemma del potere. Nel 2025, incontra di nuovo la squadra e ne diventa membro, facendo amicizia con Rocket Raccoon e aiutandoli a ricostruire Knowhere dopo l'attacco del 2018 che ha affrontato. Prende poi parte alla loro celebrazione natalizia. Nel 2026, a seguito di un attacco di Adam Warlock, lei e Kraglin Obfonteri sono incaricati da Peter Quill di sorvegliare Knowhere mentre lui e gli altri se ne vanno per salvare un Rocket ferito. Più tardi, usa i suoi poteri per impedire alla nave dell'Alto Evoluzionario di schiantarsi contro Knowhere e crea un tunnel telecinetico che consente alla squadra di salvare gli animali catturati. Dopo che gli altri lasciano la squadra, rimane con Rocket e Groot nella nuova formazione della squadra e li assiste su Krylor.
Al 2023, il personaggio è apparso in tre film: Guardiani della Galassia, Guardiani della Galassia Vol. 2 e Guardiani della Galassia Vol. 3, oltre che nel Marvel Studios Special Presentations Guardiani della Galassia Holiday Special.

### Darren Cross / Calabrone / M.O.D.O.K.
Il dottor Darren Cross (interpretato da Corey Stoll) è l'ex protetto di Hank Pym. Tenta di ricreare la formula della particella Pym e di venderla all'Hydra, ma viene fermato da Scott Lang, Pym e dalla figlia di Pym, Hope van Dyne. Dopo aver indossato la tuta del Calabrone (Yellowjacket), è stato distorto in modo irregolare alle dimensioni subatomiche nel regno quantico ed è diventato un individuo mutato e cyberneticamente migliorato con una testa di grandi dimensioni nota come M.O.D.O.K. (un acronimo di "Mechanized Organism Designed Only for Killing"). Inizialmente lavora come subordinato per Kang il Conquistatore, ma defeziona contro di lui a costo della sua vita.
Al 2023, il personaggio è apparso nei film Ant-Man ed in Ant-Man and the Wasp: Quantumania, così come nella virale campagna marketing di WHIH Newsfront.

## D

### Dar-Benn
Supremor Dar-Benn (interpretata da Zawe Ashton) è una guerriera rivoluzionaria Kree e un'accusatrice dell'impero Kree che ha combattuto per ripristinare la sua patria dopo una lunga guerra civile.
Al 2023, il personaggio è apparso nel film The Marvels.

### Dave
Dave (interpretato da Tip "T.I." Harris) è un amico di Scott Lang e Luis che fa da autista a Lang per permettergli di scappare dopo i furti. Gli piace giocare a poker e guardare partite di calcio. In seguito, prende in giro Hank Pym sulla rapina che hanno fatto a casa sua prima di diventare uno dei suoi dipendenti.
Al 2023, il personaggio è apparso in due film: Ant-Man ed Ant-Man and the Wasp.

### Aaron Davis
Aaron Davis (interpretato da Donald Glover) è un criminale di basso rango con un senso della moralità. Tenta di acquistare armi da fuoco high-tech da Herman Schultz e Jackson Brice, ma viene interrotto da Spider-Man. L'eroe affronta Davis, bloccandogli la mano sulla sua macchina e interrogandolo sui piani di Adrian Toomes. Dave fornisce informazioni su una vendita con il suo ex conoscente Mac Gargan e ammette di voler tenere le armi lontane dalle strade per proteggere suo nipote. Spider-Man lascia Davis intrappolato.
Al 2023, il personaggio è apparso nel film Spider-Man: Homecoming e nel film animato Spider-Man: Across the Spider-Verse (2023), non appartenente al MCU. Non è chiaro se quest'ultima versione del personaggio sia la stessa di quella del MCU.

### Valentina Allegra de Fontaine
La contessa Valentina "Val" Allegra de Fontaine (interpretata da Julia Louis-Dreyfus) è un'influente contessa paranoica che si avvicina a John Walker dopo che è stato spogliato del titolo di Captain America in seguito all'uccisione di un membro dei Flag Smashers. Esprime simpatia per la sua situazione e gli dice che le persone per cui lavora potrebbero aver bisogno dei suoi servizi. In seguito convince Walker a prendere il ruolo di U.S. Agent. De Fontaine ha avvicinato anche Yelena Belova, reclutandola per una missione per uccidere Clint Barton, missione che si scopre poi essere stata richiesta da Eleanor Bishop. De Fontaine diventa la nuova direttrice della CIA e viene rivelata come la ex-moglie dell'agente della CIA Everett K. Ross. Vuole che gli Stati Uniti si procurino la fornitura di vibranio dal Wakanda.
Al 2023, il personaggio è apparso nella serie su Disney+ The Falcon and the Winter Soldier e nei film Black Widow (in una scena dopo i titoli di coda), Black Panther: Wakanda Forever e Thunderbolts*.

### Death Dealer
Death Dealer (interpretato da Andy Le) è un assassino dei Dieci Anelli e mentore di arti marziali di Shang-Chi durante la sua giovinezza. Ha accompagnato Razor Fist e i Dieci Anelli nell'acquisizione del ciondolo di Xialing dove ha combattuto Shang-Chi prima che Wenwu interrompesse la lotta. Durante la battaglia di Ta Lo, Death Dealer è la prima persona uccisa dalle forze dal Divoratore di anime, spingendo i Dieci Anelli a formare una tregua con gli abitanti del villaggio di Ta Lo.
Al 2023, il personaggio è apparso nel film Shang-Chi e la leggenda dei Dieci Anelli. Una versione alternativa del personaggio apparirà nella serie animata su Disney+ Marvel Zombies.

### Rhomann Dey
Rhomann Dey (interpretato da John C. Reilly) è un membro dei Nova Corps ed un contatto di Peter Quill e dei Guardiani della Galassia. Viene promosso al grado di Denarian a causa delle sue azioni durante la battaglia di Xandar.
Al 2023, il personaggio è apparso nel film Guardiani della Galassia.

### Max Dillon / Electro
Max Dillon (interpretato da Jamie Foxx), anche noto come Electro, è un ingegnere elettrotecnico della Oscorp di una realtà alternativa che ha acquisito poteri elettrici dopo essere caduto in una vasca di anguille elettriche geneticamente modificate. Dopo aver raggiunto l'universo principale, Dillon è uno dei cattivi ad essere imprigionato dal dr. Strange, anche se rifiuta la cura che Spider-Man (Peter-1) tenta di dargli, sequestrando un reattore ad arco prima di combattere tutti e tre gli Spider-Men alla statua della Libertà. In seguito viene curato dal Dottor Octopus e si riconcilia con il Peter Parker del suo universo prima di essere trasportato in sicurezza nel suo universo.
Foxx riprende il suo ruolo dal film The Amazing Spider-Man 2 (2014) di Marc Webb in Spider-Man: No Way Home, dove il personaggio viene ridisegnato, rinunciando al suo design blu originale basato sui fumetti Ultimate Marvel in favore di uno giallo più simile al suo aspetto dei fumetti tradizionali.

### Dormammu
Dormammu (doppiato da Benedict Cumberbatch e un non identificato attore britannico) è un'entità interdimensionale primordiale e sovrano della Dimensione Oscura. Egli esercita un potere sovrannaturale di livelli apocalittici. Dormammu cerca di assorbire tutti gli altri universi nella sua Dimensione Oscura e trasformare le vittime in Senza-mente. Gli zeloti interpretano erroneamente questa esistenza eterna come una longevità benevola e Dormammu dà loro parte del suo potere. Stephen Strange usa la Gemma del tempo per intrappolare se stesso e Dormammu in un loop senza fine, dovre propone di patteggiare e venendo ucciso dall'entità dopo che questa rifiuta. Nel disperato tentativo di uscire da questo ciclo, Dormammu accetta l'accordo per porvi fine in cambio di prendere i suoi zeloti dalla Terra e non tornarvi mai più. Questa versione di Dormammu appare come un volto massiccio fatto di energia mistica increspata, con la sua forma completa che non viene mai vista.
Al 2023, il personaggio è apparso nel film Doctor Strange. Una versione alternativa di Dormammu è apparsa nella serie animata su Disney+ What If...?.

### Dox
Il generale Dox (interpretata da Kate Dickie) è un membro della Time Variance Authority. Intenzionata a preservare la Sacra Linea Temporale, manda i suoi alleati a bombardare le linee temporali ramificate del multiverso, uccidendo miliardi di persone; sebbene Dox venga arrestata, il suo piano per lo più riesce.
Al 2023, il personaggio è apparso nella serie su Disney+ Loki.

### Dreykov
Il generale Dreykov (interpretato da Ray Winstone) è un ufficiale di alto rango delle forze armate sovietiche che agisce come padre e supervisore della Stanza Rossa. È il padre e superiore di Antonia Dreykov / Taskmaster, e viene ucciso da Yelena Belova nel 2016.
Al 2023, il personaggio è apparso nel film Black Widow.

### Antonia Dreykov / Taskmaster
Antonia Dreykov (interpretata da Olga Kurylenko), anche conosciuta come Taskmaster, è un'agente della Stanza Rossa a cui è stato fatto il lavaggio del cervello da suo padre, il generale Dreykov. Studia lo stile di combattimento dei suoi avversari per imitarlo e usarlo contro di loro, oltre ad utilizzare tecniche proprie di diversi supereroi.
Al 2023, il personaggio è apparso nel film Black Widow. Il suo ritorno è previsto nel film in uscita Thunderbolts.

### Dro'ge
L'imperatore Dro'ge (interpretato da Gary Lewis) è il leader di una colonia di Skrull situata lontano dalla Terra. Dro'ge stabilì una colonia di Skrull lontano dalla Terra e divenne il suo imperatore.
Al 2023, il personaggio è apparso nel film The Marvels.

### Druig
Druig (interpretato da Barry Keoghan) è un Eterno capace di utilizzare l'energia cosmica per manipolare le menti altrui. Si distacca dagli altri Eterni, frustrato poiché non è d'accordo con la loro filosofia sulle interazioni con l'umanità. L'unica eccezione è Makkari, con il quale sviluppa un rapporto intimo e di fiducia. Druig si ritira nella foresta pluviale amazzonica e guida un culto, percependo di aver rimosso il peso della scelta dagli umani coinvolti nel culto. Tuttavia, si riunisce ai suoi compagni quando, dopo essere venuti nella sua residenza, vengono attaccati dai Devianti.
Al 2023, il personaggio è apparso nel film Eternals.

### Dum Dum Dugan
Timothy "Dum Dum" Dugan (interpretato da Neal McDonough) è membro e leader degli Howling Commandos che hanno combattuto al fianco di Steve Rogers, Bucky Barnes e Peggy Carter durante la seconda guerra mondiale.
Al 2023, il personaggio è apparso nel film Captain America - Il primo Vendicatore, nel Marvel One-Shot Agente Carter e nella serie televisiva Agent Carter. Una versione alternativa di Dugan è apparsa nella serie su Disney+ What If...?.

### Jack Duquesne
Jack Duquesne (interpretato da Tony Dalton) è il fidanzato di Eleanor Bishop, nipote di Armand III e CEO della società di comodo Sloan Limited. Insieme a suo zio, partecipa ad un'asta al mercato nero di oggetto rubati dall'Avengers Compound nel 2024 e ruba la spada retrattile di Ronin. Jack in seguito aiuta Clint Barton a combattere la Mafia in tuta durante il combattimento tra Kate Bishop e Wilson Fisk.
Al 2023, il personaggio è apparso nella serie su Disney+ Hawkeye.

## E

### Fauce d'Ebano
Fauce d'Ebano (Ebony Maw, doppiato e interpretato tramite motion capture da Tom Vaughan-Lawlor) è un figlio adottivo di Thanos e membro dei Figli di Thanos. Viene ucciso nello spazio dopo essere stato sconfitto da Tony Stark e Peter Parker. Una sua versione passata del 2014 viaggia nel tempo con l'armata di Thanos per impedire agli Avengers di sventare i suoi piani. Tuttavia, l'intera armata viene disintegrata quando Stark usa il Guanto dell'infinito.
Al 2023, il personaggio è apparso nel film Avengers: Infinity War. Delle versioni alternative del personaggio sono apparse nel film Avengers: Endgame e nella serie animata su Disney+ What If...?.

### Ego
Ego (interpretato da Kurt Russell) è un Celestiale e padre di Peter Quill. Ego salva i Guardiani della Galassia dai droni dei Sovereign, portando il gruppo sul suo pianeta (un'estensione di lui) e insegnando a Peter a sfruttare l'energia celeste che ha ereditato da lui. Ego rivela di aver piantato piantine su molti mondi, che richiedevano il potere di due celesti per terraformare i mondi a immagine di Ego. A tal fine, ha messo incinte diverse donne e ha ucciso tutti i bambini quando non sono riusciti ad ereditare l'energia del celestiale. Dopo aver rivelato di aver piantato il tumore che ha ucciso la madre di Peter, lo attacca violentemente. Ego attinge in maniera parassitale alla sua energia per iniziare il processo, ma i Guardiani fanno saltare in aria il suo cervello al centro del pianeta, uccidendolo e privando Star-Lord dei suoi poteri da celestiale.
Al 2023, il personaggio è apparso nel film Guardiani della Galassia Vol. 2. Una versione alternativa di Ego è apparsa nella serie animata su Disney+ What If...?.

### Eitri
Eitri (interpretato da Peter Dinklage) è il re dei nani, un'antica razza di fabbri originaria del regno di Nadavellir. A differenza dei fumetti, nel MCU Eitri possiede le dimensioni di un gigante (sebbene si riferisca ancora alla sua razza come "nani"). Thor va da lui su Nidavellir chiedendogli una nuova arma dopo che Mjolnir è stato distrutto da Hela. Eitri rivela che Thanos ha costretto i nani a produrre il Guanto dell'infinito, prima di massacrare l'intera razza, risparmiando Eitri ma distruggendogli le mani affinché non possa più forgiare nulla. Thor, Groot e Rocket aiutano Eitri a creare la nuova arma, Stormbreaker.
Al 2023, il personaggio è apparso nel film Avengers: Infinity War. Una versione alternativa di Eitri è apparsa nella serie animata su Disney+ What If...?.

### Layla El-Faouly / Scarlet Scarab
Layla El-Faouly (interpretata da May Calamawy), nota anche come Scarlet Scarab, è un'archeologa e avventuriera che diventa l'avatar di Tawaret, oltre ad essere la moglie di Marc Spector. Il personaggio farà il suo debutto nei fumetti il 2023.
Al 2023, il personaggio è apparso nella serie su Disney+ Moon Knight.

### Matthew Ellis
Matthew Ellis (interpretato da William Sadler) è l'ex Presidente degli Stati Uniti d'America. Nel 2012, viene rapito a bordo dell'Air Force One da Eric Savin mentre indossa l'armatura di Iron Patriot. Diventa un ostaggio del falso attacco terroristico di Aldrich Killian prima di essere salvato da Tony Stark e James Rhodes. Nel 2014, è uno degli obiettivi segnati dagli eliveivoli di Alexander Pierce prima di essere salvato da Steve Rogers e Sam Wilson.
Al 2023, il personaggio è apparso nel film Iron Man 3, nella serie televisiva Agents of S.H.I.E.L.D. e nella virale campagna marketing di WHIH Newsfront.

### Ercole
Ercole (Hercules, interpretato da Brett Goldstein) è il figlio di Zeus, basato sull'omonima divinità della mitologia greca. Viene mandato da suo padre a dare la caccia a Thor come vendetta per aver rubato il fulmine di Zeus.
Al 2023, il personaggio è apparso nel film Thor: Love and Thunder (in una scena durante i titoli di coda).

### Eros / Starfox
Eros (interpretato da Harry Styles), anche conosciuto come Starfox, è un Eterno ed il fratello di Thanos.
Al 2023, il personaggio è apparso nel film Eternals (in una scena durante i titoli di coda).

### Abraham Erskine
Il dottor Abraham Erskine (interpretato da Stanley Tucci) è il creatore del siero del supersoldato, responsabile dell'origine di Steve Rogers come Captain America e di Johann Schmidt come Teschio Rosso. Prima di essere assassinato dall'agente dell'Hydra Heinz Kruger, Erskine motiva Rogers a rimanere sempre un brav'uomo nel suo cuore.
Al 2023, il personaggio è apparso nel film Captain America - Il primo Vendicatore. Una versione alternativa di Erskine è apparsa nella serie animata su Disney+ What If...?.

### Christine Everhart
Christine Everhart (interpretata da Leslie Bibb) è una giornalista di Vanity Fair e successivamente conduttrice di WHIH Newsfront.
Al 2023, il personaggio è apparso in due film: Iron Man e Iron Man 2, così come nella virale campagna marketing di WHIH Newsfront. Una versione alternativa di Everhart è apparsa nella serie animata What If...?.

## F

### Sonya Falsworth
Sonya Falsworth (interpretata da Olivia Colman), è un agente di alto rango dell'MI6 e una vecchia alleata di Nick Fury che cerca di proteggere gli interessi di sicurezza nazionale britannica durante l'infiltrazione della Terra da parte degli Skrull.
Al 2023, il personaggio è apparso nella serie su Disney+ Secret Invasion.

### Fandral
Fandral (inizialmente interpretato da Joshua Dallas e successivamente da Zachary Levi), noto anche come Fandral il Guizzante (Fandral the Dashing), è un membro dei tre guerrieri (Warriors Three), raffigurato come un focoso guerriero di Asgard. Viene ucciso da Hela nel 2017.
Al 2023, il personaggio è apparso in quattro film: Thor, Thor: The Dark World, Thor: Ragnarok e Thor: Love and Thunder (tramite dei filmati d'archivio). Una versione alternativa di Fandral è apparsa nella serie animata per Disney+ What If...?, doppiata da Max Mittelman.

### John Flynn
John Flynn (interpretato da Bradley Whitford) è un agente senior della Strategic Scientific Reserve. Dopo la fine della seconda guerra mondiale, è il capoufficio di Peggy Carter, alla quale non assegna alcuna missione. Nonostante volesse ufficialmente punirla dopo che lei ha disubbidito ai suoi ordini ed ottenuto il misterioso siero Zodiac, lei viene promossa a vice-comandante dello S.H.I.E.L.D. insieme a Howard Stark, con Flynn che ora lavora per lei.
Al 2023, il personaggio è apparso nel Marvel One-Shot Agente Carter. Una versione alternativa di Flynn è apparsa nella serie animata su Disney+ What If...?.

### Bill Foster
Il dottor William "Bill" Foster (interpretato da Laurence Fishburne) è un fisico ed è l'ex Giant-Man. È stato l'assistente di Hank Pym al "Progetto Golia" ed è diventato il padre adottivo di Ava Starr dopo la morte di Elihas. Nel 2018, Foster insegna fisica quantistica alla UC Berkeley quando incontra il suo ex datore di lavoro, Scott Lang, e Hope van Dyne. Quando Ava trattiene Pym, Lang e Hope, Foster afferma di aver lavorato per curare Ava ottenendo energia quantica dal regno quantico. Poiché Pym sa che il piano di Foster avrebbe influenzato il salvataggio di Janet van Dyne, Hope, Lang e Pym organizzano la loro fuga. Quando Lang entra nel regno quantico, Pym dice a Foster che avrebbe trovato un modo per curare Ava mentre le formiche di Pym scortano Foster fuori. Dopo che Janet è stata salvata dal regno e ha dato parte della sua energia per stabilizzare Ava, Foster la porta via mentre Pym giura ancora di trovare un modo per aiutare a mantenere Ava stabile per sempre.
Al 2023, il personaggio è apparso nel film Ant-Man and the Wasp. Una versione alternativa di Foster apparirà come Giant-Man nella seconda stagione della serie animata What If...?.

### Frigga
Frigga (interpretata da Rene Russo) è la madre biologica di Thor e la madre adottiva di Loki, uccisa da Algrim nel 2013. Nel 2023, Thor viaggia nel tempo nel 2013, dove Frigga lo comforta a causa della sua depressione durante la missione per recuperare la Gemma della realtà. Sa anche che il suo tempo è vicino e impedisce a Thor di raccontarle come muore incoraggiandolo a cambiare il suo futuro.
Al 2023, il personaggio è apparso in quattro film: Thor, Thor: The Dark World, Avengers: Endgame e Thor: Love and Thunder (cameo e filmati d'archivio), oltre che nella serie su Disney+ Loki (filmati d'archivio). Una versione alternativa di Frigga è apparsa nella serie animata su Disney+ What If...?, dove è doppiata da Josette Eales.

## G

### Gamora
Gamora (interpretata da Zoe Saldana) è un'ex assassina, membro dei Guardiani della Galassia e membro degli Avengers. Fu rapita da Thanos quando era una bambina dopo che il titano sterminò metà del suo pianeta e la prelevò, addestrandola per farla diventare un'arma vivente. Gamora è la figlia preferita di Thanos, nonostante ciò lei segretamente lo odia e progetta solo di allontanarsi da lui per fermare il suo operato e vendicare la propria razza. Diserta dai Figli di Thanos quando incontra Star-Lord, Rocket, Groot e Drax, formando con loro il gruppo dei Guardiani della Galassia. Insieme, nonostante i problemi iniziali, fermano il criminale Ronan (ex sottoposto di Thanos) e decidono di diventare dei fuorilegge al servizio del bene. In seguito Gamora sviluppa dei sentimenti romantici per Peter Quill e si ricongiunge con la sorella adottiva Nebula, anche lei vittima del Titano Pazzo. Dopo aver salvato Thor, Gamora decide di andare a uccidere Thanos ma viene da lui catturata e costretta a dirgli la posizione della Gemma dell'Anima quando il titano minaccia di torturare Nebula. Si scopre che per ottenere la Gemma bisogna sacrificare una persona amata, al che Thanos decide con grande dolore di gettare Gamora da una scogliera. Nonostante lei cerchi di suicidarsi, prima che possa farlo fallisce e la sua morte permette a Thanos di ottenere la Gemma dell'anima. Cinque anni dopo una versione di Gamora del 2014 torna al tempo presente con l'esercito del Thanos del 2014 per poter distruggere l'intero universo e farne nascere uno nuovo al suo posto; scoprendo da Nebula quello che le succederà, Gamora si ribella e combatte al fianco degli eroi reagendo negativamente quando Peter cerca di approcciarla, non conoscendolo ancora.
Il personaggio è apparso in tre film: Guardiani della Galassia, Guardiani della Galassia Vol. 2 e Avengers: Infinity War. Delle versioni alternative del personaggio sono apparse in Avengers: Endgame, Thor: Love and Thunder e nella serie animata su Disney+ What If...?. La versione vista in Avengers: Endgame del personaggio tornerà in Guardiani della Galassia Vol. 3.

### Mac Gargan
MacDonald "Mac" Gargan (interpretato da Michael Mando) è un criminale di professione e uno dei potenziali clienti di Adrian Toomes. Sulla scia di un incontro con Spider-Man, Gargan viene arrestato dall'FBI e giura vendetta, cercando nuovi alleati che lo aiutino a uccidere Spider-Man. Si avvicina a Toomes in prigione sulla base di alcune voci, volendo conoscere l'identità civile di Spider-Man per regolare i conti personali. Tuttavia, Toomes nega di conoscerla.
Al 2023, il personaggio è apparso nel film Spider-Man: Homecoming. Una versione alternativa di Gargan nota come Scorpion apparirà nella serie animata in uscita su Disney+ Spider-Man: Freshman Year.

### G'iah
G'iah (interpretata da Auden L. Ophuls e Harriet L. Ophuls da bambina, Emilia Clarke da adulta) è la figlia di Talos.
Da bambina, credeva che Nick Fury sarebbe stato in grado di trovare una nuova casa per la sua gente. Da adulta, tuttavia, ha iniziato a risentirsi di lui per non aver mantenuto la sua promessa e si è unita all'esercito ribelle di Gravik nella speranza che fosse in grado di accelerare il processo. Con il tempo, avrebbe dubitato anche di Gravik e avrebbe segretamente fatto trapelare informazioni sui suoi piani a Talos. Anticipando che Gravik avrebbe scoperto il suo sotterfugio e avrebbe tentato di ucciderla, usa la sua macchina del DNA per trasformarsi in un Super-Skrull e usare le sue abilità appena acquisite per fingere la sua morte. In seguito si sarebbe potenziata con il raccolto, una collezione di campioni di DNA degli individui superpotenziati che hanno combattuto nella battaglia della Terra, per combattere e alla fine uccidere Gravik prima di liberare i prigionieri umani dei ribelli e lavorare con Sonya Falsworth per salvare più umani e proteggere gli Skrull.
Al 2023, il personaggio è apparso nella serie su Disney+ Secret Invasion.

### Gilgamesh
Gilgamesh (interpretato da Don Lee) è l'Eterno più potente, capace di proiettare un esoscheletro di energia cosmica. Ha una forte connessione con Thena, e resta come suo guardiano nel corso dei secoli dopo che gli Eterni si sono divisi nel 1521. Nella residenza di Druig, Gilgamesh viene ucciso dal Deviante Kro, che assorbe i suoi poteri e ricordi.
Lee ha assunto il ruolo per ispirare le giovani generazioni come il primo supereroe coreano mainstream. Lee è stato in grado di utilizzare la sua formazione nel pugilato nella coreografia di combattimento del personaggio.
Al 2023, il personaggio è apparso nel film Eternals.

### Gorr il macellatore di dei
Gorr (interpretato da Christian Bale) è l'ultimo profeta sfregiato del dio della sua civiltà, Rapu; dopo la morte del suo popolo e della figlia Love, e l'abbandono di Rapu, Gorr viene corrotto dalla "strana e terrificante" necrospada e trasformato nel nuovo macellatore di dei, un killer galattico che vuole l'estinzione degli dei. Dopo essersi recato ad Eternità per chiedere l'estinzione degli dei, Gorr viene liberato dall'influenza della necrospada grazie a Thor e Jane Foster, e desidera invece la resurrezione di sua figlia Love, condividendo con lei un ultimo momento prima di morire.
Al 2023, il personaggio è apparso nel film Thor: Love and Thunder.

### Gran Maestro
Il Gran Maestro (Grand Master, interpretato da Jeff Goldblum) è il governatore di Sakaar, dove ospita una serie di giochi noti come Gara di campioni. Viene alla fine rovesciato dai suoi soggetti. È il fratello del Collezionista.
Al 2023, il personaggio è apparso nei film Guardiani della Galassia Vol. 2 (sequenza dopo i titoli di coda) e Thor: Ragnarok, oltre che nel cortometraggio Team Darryl. Versioni alternative del Collezionista sono apparse nella serie animata su Disney+ What If...?.

### Gravik
Gravik (interpretato da Kingsley Ben-Adir da adulto, Lucas Persaud da bambino) è il leader di un gruppo di Skrull ribelli che si sono staccati dalla fazione di Talos, credendo che il modo migliore per aiutare la loro specie sia infiltrarsi nella Terra per le risorse di cui hanno bisogno. Nel perseguimento della sua missione, lui e un gruppo di collaboratori scientifici hanno istituito il progetto "Super-Skrull" per raccogliere DNA potenziato e rafforzare le loro forze, con Gravik come primo soggetto di prova. In seguito ottiene campioni di DNA da tutti i supereroi che hanno combattuto durante la battaglia della Terra, tra gli altri, ma alla fine viene ucciso da una G'iah con un potere simile.
Al 2023, il personaggio è apparso nella serie su Disney+ Secret Invasion.

## H

### Justin Hammer
Justin Hammer (interpretato da Sam Rockwell) è un produttore di armi e rivale di Tony Stark. Dopo aver notato l'uso da parte di Ivan Vanko di un'arma basata sul reattore arc, fa evadere Vanko dalla prigione e lo usa per fabbricare armi (inclusa la trasformazione dell'armatura di James Rhodes in War Machine).
Al 2023, il personaggio è apparso nel film Iron Man 2 e nel Marvel One-Shot All Hail the King.

### Maya Hansen
Maya Hansen (interpretata da Rebecca Hall) è una scienziata e sviluppatrice del virus Extremis. Lavora per Aldrich Killian che usa il virus come arma. Successivamente viene uccisa da lui dopo aver cambiato idea ed essersi rivoltata.
Al 2023, il personaggio è apparso nel film Iron Man 3.

### Agatha Harkness
Agatha Harkness' (interpretata da Kathryn Hahn) è una strega. Nel 1693, uccide i membri della sua congrega di Salem (inclusa sua madre Evanora) dopo che questi hanno tentato di condannarla a morte per la sua pratica di magia nera. Viene inizialmente rappresentata come l'amichevole vicina di Wanda Maximoff a Westview, ma si scopre poi che sta cercando di rubare i poteri di Maximoff.
Al 2024 il personaggio è apparso nelle serie su Disney+ WandaVision, Agatha All Along e What If...?.

### Roger Harrington
Roger Harrington (interpretato da Martin Starr) è un insegnante di scienze della Midtown School of Science and Technology. Nel 2011, come studente della Culver University, dà a Bruce Banner l'accesso ai computer in cambio della pizza. Dopo essersi laureato, si sposta a New York diventando professore e coach della squadra del decathlon accademico della Midtown School of Science and Technology. Nel 2024, va come accompagnatore in un viaggio sponsorizzato dalla scuola in Europa che viene rovinato da Quentin Beck. Tra i suoi ex studenti ci sono Peter Parker, Flash Thompson, Michelle Jones, Ned Leeds e Betty Brant.
Al 2023, il personaggio è apparso in quattro film: L'incredibile Hulk, Spider-Man: Homecoming, Spider-Man: Far from Home e Spider-Man: No Way Home.

### Arthur Harrow
Arthur Harrow (interpretato da Ethan Hawke) è il leader di un culto e avatar di Ammit che incoraggia Marc Spector ad abbracciare la sua oscurità interiore. Nonostante prenda il nome da un avversario minore di un numero di Moon Knight nei fumetti, Harrow è un personaggio originale, raffigurato come l'ex avatar di Khonshu.
Hawke interpreta anche il dottor Harrow, una versione psichiatrica che esiste solo nella mente di Steven Grant e di Spector, che aiuta Grant ad affrontare la verità sulla morte di sua madre negando l'esistenza di Khonshu.
Al 2023, il personaggio è apparso nella serie su Disney+ Moon Knight.

### Tyler Hayward
Tyler Hayward (interpretato da Josh Stamberg) è il direttore ad interim dello S.W.O.R.D., subentrato a Maria Rambeau dopo la sua morte. A seguito del Blip, ha mostrato di avere delle rimostranze verso i supereroi, considerando Wanda Maximoff come un pericolo, il che lo porta a cacciare la collega Monica Rambeau dalle indagini su Westview per aver difeso Maximoff. Ha mentito a Monica, l'agente del FBI Jimmy Woo e all'astrofisica Darcy Lewis sia su Maximoff sia sul suo coinvolgimento in un progetto segreto sul corpo di Visione. Il progetto culmina con la riattivazione di Visione grazie all'esposizione ai poteri di Maximoff da parte di un drone. Tuttavia, il suo piano per eliminare Maximoff con Visione sfuma quando i ricordi dell'androide vengono ripristinati grazie al Visione creato all'interno dell'Esa. Quando la realtà di Maximoff viene parzialmente danneggiata, Darcy ferma Hayward dall'uccidere i figli di Maximoff, Billy e Tommy, venendo poi cacciato dallo S.W.O.R.D. ed arrestato per aver manomesso delle prove.
Al 2023, il personaggio è apparso nella serie su Disney+ WandaVision.

### Heimdall
Heimdall (interpretato da Idris Elba) è l'unico protettore del Bifröst ad Asgard e il migliore amico di Thor, ispirato all'omonimo personaggio della mitologia norrena. Mantiene il ponte e può vedere attraverso tutti i mondi dell'universo. Nel 2017, dopo che Hela prende il controllo di Asgard e del Bifröst, ruba segretamente la spada necessaria per controllare il Bifröst e nasconde gli asgardiani a Hela. Prende parte alla battaglia contro Hela, dopo di che fugge con i rifugiati asgardiani prima della distruzione di Asgard. Tuttavia, la nave viene intercettata da Thanos, che uccide Heimdall dopo che quest'ultimo trasporta Hulk sulla Terra. In seguito viene visto nel 2027 dare il benvenuto alla defunta Jane Foster alle porte del Valhalla.
Al 2023, il personaggio è apparso in sei film: Thor, Thor: The Dark World, Avengers: Age of Ultron, Thor: Ragnarok, Avengers: Infinity War, e Thor: Love and Thunder (scena dopo i titoli di coda). Una versione alternativa di Heimdall è apparsa nella serie animata su Disney+ What If...?.

### Hela
Hela (interpretata da Cate Blanchett), conosciuta anche come la dea della morte, è la figlia maggiore di Odino, padre di Thor e re di Asgard. È ispirata a la divinità Hel della mitologia norrena. Come Thor, i suoi poteri sono tratti da Asgard e sono più forti mentre lei è lì. Hela aiutò a conquistare regni che permisero ad Asgard di crescere e prosperare. Tuttavia, la sua crescente ambizione distruttiva portò Odino a cacciarla dal regno, portando di conseguenza a un indebolimento dei suoi poteri e permettendo ad Asgard di godere di tempi di pace all'interno dei Nove Regni. L'esilio di Hela viene revocato alla morte di Odino, momento in cui torna a reclamare il suo legittimo posto come regina. Il suo ritorno segna l'inizio del Ragnarok, la profetizzata distruzione di Asgard. Manda in rovina Asgard, uccide i tre guerrieri e resuscita i Berserker asgardiani caduti che hanno combattuto con lei eoni fa, incluso il suo lupo gigante, Fenris. Thor, Valchiria, Hulk, Loki e i prigionieri sakaariani arrivano ad Asgard per combatterla, ma Thor si rende conto che può essere sconfitta solo con la resurrezione del demone del fuoco Surtur, che causerà Ragnarok. Manda Loki a risvegliare Surtur, che distrugge Asgard e uccide Hela mentre gli Asgardiani fuggono su una nave.
Al 2023, il personaggio è apparso nel film Thor: Ragnarok.

### Maria Hill
Maria Hill (interpretata da Cobie Smulders) è un membro ricorrente dello S.H.I.E.L.D. ed è un'alleata di Nick Fury.
Al 2023, il personaggio è apparso in cinque film: The Avengers, Captain America: The Winter Soldier, Avengers: Age of Ultron, Avengers: Infinity War (scena dopo i titoli di coda) e Avengers: Endgame, oltre che in tre episodi della serie televisiva Agents of S.H.I.E.L.D. e nella serie su Disney+ Secret Invasion. Inoltre, viene impersonata dallo Skrull Soren in Spider-Man: Far from Home. Una versione alternativa di Maria Hill è apparsa nella serie animata su Disney+ What If...?.

### Happy Hogan
Harold "Happy" Hogan (interpretato da Jon Favreau) è la guardia del corpo e amico stretto di Tony Stark, nonché capo della sicurezza delle Stark Industries. Hogan viene incaricato da Stark della gestione del risparmio degli Avengers. Dopo la morte di Stark, fa da mentore a Peter Parker ed è romanticamente attratto da sua zia, May.
Al 2024, il personaggio è apparso in otto film: Iron Man, Iron Man 2, Iron Man 3, Spider-Man: Homecoming, Avengers: Endgame, Spider-Man: Far from Home, Spider-Man: No Way Home e Deadpool & Wolverine. Delle versioni alternative di Happy Hogan sono apparse nella serie su Disney+ What If...?.

### Hogun
Hogun (interpretato da Tadanobu Asano), noto anche come Hogun il fosco, è un membro dei tre guerrieri di Asgard, raffigurato come un feroce guerriero Vanr di Vanaheimr. Viene ucciso da Hela nel 2017.
Al 2023, il personaggio è apparso in quattro film: Thor, Thor: The Dark World, Thor: Ragnarok e Thor: Love and Thunder (tramite dei filmati d'archivio). Una versione alternativa di Hogun è apparsa nella serie animata su Disney+ What If...?, doppiata da David Chen.

### Lemar Hoskins / Battlestar
Il sergente maggiore Lemar Hoskins (interpretato da Clé Bennett), noto anche come Battlestar, è il partner di John Walker, il secondo Captain America. Hoskins e Walker hanno servito insieme nell'Operazione Enduring Freedom e Hoskins si lamenta del fatto che avrebbero potuto salvare molte vite se fossero stati dei super soldati. Durante un combattimento con i Flag Smasher, Karli Morgenthau lo colpisce con un pugno contro un pilastro di cemento, finendo per ammazzarlo.
Al 2023, il personaggio è apparso nella serie su Disney+ The Falcon and the Winter Soldier.

### Howard il papero
Howard il papero (doppiato da Seth Green) è un papero antropomorfo posseduto per un periodo dal Collezionista.
Al 2023, il personaggio è apparso in tre film: Guardiani della Galassia, Guardiani della Galassia Vol. 2 e Avengers: Endgame. Una versione alternativa di Howard è apparsa nella serie animata su Disney+ What If...?.

## I

### Ikaris
Ikaris (interpretato da Richard Madden) è un Eterno capace di volare e proiettare raggi di energia cosmica dai suoi occhi. Possiede anche una forza e resistenza sovrumana. Nel corso della storia, Ikaris è stato il partner romantico di Sersi prima di lasciarla migliaia di anni fa. Nel 2024, dopo aver scoperto il piano del leader degli eterni Ajak di fermare l'Emersione, Ikaris la dà in pasto ai Devianti prima di riunirsi col resto degli Eterni sulla Terra, tradendo il team per seguire le istruzioni di Arishem. Tuttavia, non è in grado di uccidere Sersi e si unisce ai suoi compagni Eterni per formare l'Uni-Mente e fermare l'Emersione di Tiamut. Afflitto dai sensi di colpa, Ikaris presumibilmente si suicida volando verso il Sole.
Madden ha descritto la relazione tra Ikaris e Sersi come una con "un profondo livello di romanticismo", e che i due sono "due lati opposti di come si connettono al mondo", in riferimento al crescente amore di Sersi per l'umanità rispetto all'indifferenza di Ikaris'. Madden ha cercato di ritrarre il personaggio in un modo che non sembrasse "annoiato da tutto". La regista Chloé Zhao è stata influenzata dalla visione di Zack Snyder di Superman in L'uomo d'acciaio (2013) a causa della sua autenticità e del suo realismo.
Al 2023, il personaggio è apparso nel film Eternals. Una versione alternativa del personaggio apparirà nella serie animata in uscita su Marvel Zombies.

## J

### J. Jonah Jameson
J. Jonah Jameson (interpretato da J. K. Simmons) è il presentatore di TheDaily Bugle.net, un controverso sito complottista d'informazione.
Il personaggio è apparso in due film: Spider-Man: Far from Home e Spider-Man: No Way Home, oltre ad essere apparso nella webserie The Daily Bugle.

### Jentorra
Jentorra (interpretata da Katy O'Brian) è la leader dei Combattenti per la libertà nel regno quantico.
Al 2023, il personaggio è apparso nel film Ant-Man and the Wasp: Quantumania.

### Jon Jon
Jon Jon (interpretato da Ronny Chieng) è il braccio destro di Xialing e annunciatore nel suo club di combattimento sotterraneo. Successivamente si unisce ai Dieci Anelli dopo che Xialing ha assunto la leadership dell'organizzazione e l'ha ristrutturata.
Al 2023, il personaggio è apparso nel film Shang-Chi e la leggenda dei Dieci Anelli.

## K

### Kaecilius
Kaecilius (interpretato da Mads Mikkelsen) è un Maestro delle Arti Mistiche che si staccò dagli insegnamenti dell'Antico per diventare un seguace di Dormammu. Alla guida di un gruppo di zeloti, Kaecilius cerca di distruggere i Sanctum per consentire a Dormammu di portare la Terra nella Dimensione Oscura. Quando Dottor Strange riesce a sconfiggere Dormammu con un loop temporale, la Dimensione Oscura si ritira, portando Kaecilius e i suoi seguaci con sé a vivere una eterna vita infernale.
Kaecilius venne sviluppato come una combinazione di diversi personaggi dei fumetti, per guidare l'introduzione di cattivi più grandi per il futuro del MCU, incluso il concetto di "individui che vivono in altre dimensioni". Il regista Scott Derrickson paragonò la dinamica a quella di Saruman e Sauron ne Il Signore degli Anelli, citando la "riconoscibilità umana" di Kaecilius e Saruman mentre un cattivo "enorme e fantastico" come Dormammu o Sauron orchestra da dietro gli eventi. Riconoscendo le critiche dei cattivi del MCU del passato, Derrickson ha detto che sperava di mostrare "il punto di vista di Kaecilius e ciò che lo fa funzionare" nel tempo che poteva, e che il personaggio era un "uomo di idee" con "una logica inattaccabile", paragonandolo a John Doe di Seven o al Joker di Il cavaliere oscuro. Il trucco di Mikkelsen che mostrava la corruzione della Dimensione Oscura ha richiesto tra le 2 e le 3 ore per essere applicato.
Al 2023, il personaggio è apparso nel film Doctor Strange.

### Kamran
Kamran (interpretato da Rish Shah) è uno studente del liceo di Kamala Khan per la quale sviluppa una cotta. Kamala scopre che Kamran è il figlio di Najma, un essere interdimensionale noto come Clandestine, o djinn, che conosceva la bisnonna di Kamala, Aisha. I Clandestine vogliono usare i nuovi poteri di Kamala per tornare a casa nella dimensione Noor, ma diventano violenti quando lei esita a causa del potenziale pericolo. Kamran e i Clandestine vengono catturati e imprigionati da Damage Control, ma scappano rapidamente e Kamran viene abbandonato da sua madre dopo aver subito un infortunio durante la fuga. Najma in seguito, riconoscendo i suoi errori, si sacrifica per chiudere il Noor. Il suo potere viene trasferito a Kamran, che può creare strutture solide di luce blu. Viene salvato da Kamala e si unisce ai Pugnali Rossi.
Shah affermò che Kamran è in grado di relazionarsi così facilmente con Kamala a causa della sua "mancanza di appartenenza e di comunità", e si sente in grado di esprimersi da un punto di vista culturale intorno a lei.
Al 2023, il personaggio è apparso nella serie su Disney+ Ms. Marvel.

### Kang
Kang (interpretato da Jonathan Majors) è un potente essere che viaggia nel tempo che esiste in molte forme, o "varianti", attraverso il multiverso. Tra le sue varianti c'è il creatore della Time Variance Authority (TVA) Colui che rimane, il signore della guerra esiliato Kang il Conquistatore e l'industriale del XIX secolo Victor Timely. Kang è destinato ad essere il principale antagonista generale della Saga del Multiverso.
Per tutti i tempi. Sempre., il finale della prima stagione di Loki, vede il debutto di Majors nei panni di Colui che rimane (He Who Remains), il fondatore della TVA. Colui che rimane rivela a Loki e Sylvie di aver distrutto l'originale multiverso ed aver creato la TVA per controllare il flusso della "Sacra Linea Temporale" e prevenire la formazione di un nuovo multiverso a causa della guerra multiversale scoppiata nel precedente; dopo aver sorvegliato la linea temporale per eoni, Colui che rimane cerca di ritirarsi, ripristinando il libero arbitrio per consentire a Loki e Sylvie di decidere se prendere il suo posto e guidare la TVA, o ucciderlo, creare un nuovo multiverso e consentire l'inizio di una nuova guerra multiversale. Sylvie sceglie di uccidere Colui che rimane, rimandando Loki alla TVA. In seguito viene rivelato che Colui che rimane in precedenza governava apertamente la TVA e aveva una storia d'amore con Ravonna Renslayer prima di cancellare i loro ricordi relativi alla sua esistenza. Loki in seguito viaggia indietro nel tempo fino a prima della morte di Colui che rimane e apprende come ques'ultimo avesse effettivamente orchestrato tutto ciò che era accaduto dopo la sua morte, incluso lo sbalzamento nel tempo di Loki. Colui che rimane insiste sul fatto che l'unica opzione sia uccidere Sylvie e impedire la sua morte per evitare che la linea temporale si ramifichi in modo da tenere lontane le sue varianti. Loki quasi cede e salva Colui che rimane, ma trova poi un'altra soluzione intrecciando i rami della linea temporale in Yggdrasill ponendosi al centro di esso mantenendoli.
In Ant-Man and the Wasp: Quantumania, Kang il Conquistatore (Kang the Conqueror) è esiliato dal Consiglio dei Kang nel regno quantico per aver tentato di iniziare un'altra guerra multiversale nel nuovo multiverso, dove collabora e in seguito va in guerra con Janet van Dyne; in seguito all'apparente morte di Kang per mano di Ant-Man decenni dopo, il Consiglio – guidato da Rama-Tut, Centurion e Immortus – discute che gli Avengers potrebbero dover essere affrontati in quanto non solo toccano il tessuto del multiverso, ma sono stati persino in grado di uccidere uno di loro, convocando tutte le varianti di Kang per una riunione.
L'episodio 1893 della seconda stagione di Loki vede Miss Minutes e Ravonna Renslayer seguire una tabella di marcia lasciata da Colui che rimane prima della sua morte per creare una nuova versione di lui nel nuovo multiverso; le due trovano un bambino di nome Victor Timely nel XIX secolo, e gli lasciano il manuale TVA di Ouroboros prima di andare avanti nel 1893, dove lo ritrovano ormai adulto come uno scienziato desideroso che cerca di costruire un telaio temporale basato sulla sua lettura del manuale. Loki e Mobius M. Mobius trovano Victor in uno dei suoi spettacoli e tentano di riportarlo alla TVA per risolvere un problema con il loro telaio temporale (bloccato all'aura temporale di Colui che rimane), ma vengono fermati da Miss Minutes, Renslayer e Sylvie. Queste ultime due tentano di uccidere Victor prima di cambiare idea, mentre la prima tenta di sedurlo. Dopo che Victor e Sylvie rimandano Miss Minutes e Renslayer alla Cittadella alla fine del tempo, dove il cadavere di Colui che rimane sta ora marcendo, Miss Minutes decide di raccontare a Renslayer la sua storia, mentre Loki e Mobius portano Victor alla TVA. Quando Timely arriva alla TVA, incontra B-15, Casey e O.B. Quando preparano il dispositivo per riparare il telaio, viene rapito da Renslayer, Miss Minutes e X-5; mentre lo interrogano, Sylvie incanta X-5 facendogli falciare Renslayer e Miss Minutes viene disattivata. Quando Timely cerca di riparare il telaio, viene ucciso. Dopo che Loki viaggia controllando il tempo che trascorre concentrandosi su una persona, Timely sopravvive e riesce a sistemare temporaneamente il telaio, ma il numero infinito di ramificazioni rende matematicamente impossibile la scalabilità del telaio. Successivamente, Loki riesce a raccogliere le ramificazioni in Yggdrasil, permettendo al multiverso di sopravvivere. Successivamente, nel 1868, una giovane variante di Victor non riceve il manuale della TVA, mandandolo su un percorso diverso.
Al 2023, Kang il conquistatore è apparso nel film Ant-Man and the Wasp: Quantumania, Colui che rimane è apparso nella serie su Disney+ Loki, il Consiglio dei Kang è apparso nella scena durante i titoli di coda nel film Ant-Man and the Wasp: Quantumania e Victor Timely è apparso nella scena dopo i titoli di coda di Ant-Man and the Wasp: Quantumania e nella seconda stagione di Loki.

### Kareem / Red Dagger
Kareem (interpretato da Aramis Knight) è un membro dei Pugnali Rossi che è stato scelto per portare il nome di Red Dagger.
Al 2023, il personaggio è apparso nella serie su Disney+ Ms. Marvel.

### Katy
Katy (interpretata da Awkwafina), conosciuta anche come Ruiwen, è una cameriera d'albergo e la migliore amica di Shang-Chi che non era a conoscenza del suo passato. Accompagna Shang-Chi al misterioso villaggio di Ta Lo, dove aiuta a difendere il villaggio dal Divoratore di anime colpendo un punto debole nella sua armatura con una freccia.
Al 2023, il personaggio è apparso nel film Shang-Chi e la leggenda dei Dieci Anelli. Una versione alternativa del personaggio apparirà nella serie animata in uscita su Disney+ Marvel Zombies.

### Kazi
Kazimierz "Kazi" Kazimierczak (interpretato da Fra Fee) è un membro di spicco della Mafia in tuta. È il secondo in comando e interprete personale del linguaggio segni di Maya Lopez, sua amica sin dall'infanzia.
Il personaggio è apparso nella serie su Disney+ Hawkeye.

### Harley Keener
Harley Keener (interpretato da Ty Simpkins) è un bambino del Tennessee che, nel 2012, assiste Tony Stark in seguito alla distruzione della sua villa e ai continui attacchi del "Mandarino" (Aldrich Killian). Nel 2023, Keener partecipa al funerale di Stark.
Al 2023, il personaggio è apparso in due film: Iron Man 3 e Avengers: Endgame ( cameo).

### Kamala Khan / Ms. Marvel

#### Famiglia Khan
La famiglia di Kamala Khan gioca un ruolo importante nella sua vita. I suoi genitori sono Muneeba e Yusuf Khan (interpretati rispettivamente da Zenobia Shroff e Mohan Kapur), mentre il suo fratello maggiore è Aamir (interpretato da Saagar Shaikh). Al 2023, questi personaggi sono apparsi nel film The Marvels, oltre che nella serie su Disney+ Ms. Marvel
La fidanzata e poi moglie di Aamir è Tyesha Hillman (interpretata da Travina Springer). La madre di Muneeba è Sana (interpretata da Samina Ahmad), che vive ancora a Karachi. La madre di Sana era Aisha (interpretata da Mehwish Hayat), una Clandestine che si innamorò di Hasan (interpretato da Fawad Khan), il padre di Sana, decidendo di restare sulla Terra e di passare alle future generazioni il suo braccialetto mistico, prima di essere ammazzata dal collega Clandestine Najma. Al 2023, questi personaggi sono apparsi nella serie su Disney+ Ms. Marvel.

### Khonshu
Khonshu (interpretato tramite motion capture da Karim El Hakim, doppiato da F. Murray Abraham) è il dio egizio della luna, emarginato tra gli dei. Il suo avatar è Marc Spector. È basato sull'omonima divinità egizia.
Al 2023, il personaggio è apparso nella serie su Disney+ Moon Knight.

### Aldrich Killian
Aldrich Killian (portrayed by Guy Pearce) è il co-sviluppatore del virus Extremis. È anche descritto come il fondatore di Advanced Idea Mechanics (A.I.M.). Iniziando come un individuo malaticcio snobbato da Tony Stark in passato, Killian ha giurato vendetta nei suoi confronti. Anni dopo, partecipa allo sviluppo di Extremis da parte di Maya Hansen per curarsi, fonda un movimento terroristico con un gruppo di soldati potenziati da Extremis sotto il suo comando e si finge il mandarino per rovinare Stark, per poi essere ucciso da una Pepper Potts potenziata da Extremis.
Al 2023, il personaggio è apparso nel film Iron Man 3.

### Kingo
Kingo (interpretato da Kumail Nanjiani) è un Eterno che può proiettare proiettili di energia cosmica dalle sue mani. Innamorato della fama, Kingo diventa un popolare attore e regista di film di Bollywood per mimetizzarsi sulla Terra. Ha anche una società di produzione a Mumbai.
Al 2023, il personaggio è apparso nel film Eternals.

### Ulysses Klaue
Ulysses Klaue (interpretato da Andy Serkis) è un trafficante d'armi, contrabbandiere e gangster sudafricano specializzato nella vendita di vibranio rubato dal Wakanda. Dopo aver perso il braccio a causa di un Ultron arrabbiato, Klaue adotta un'arma sonora protesica e lavora con N'Jadaka finché quest'ultimo non lo uccide.
Al 2023, il personaggio è apparso in due film: Avengers: Age of Ultron e Black Panther. Una versione alternativa di Klaue è apparsa nella serie animata su Disney+ What If...?.

### Cameron Klein
Cameron Klein (interpretato da Aaron Himelstein) è un agente dello S.H.I.E.L.D. e tecnico rimasto fedele a Steve Rogers durante la rivolta dell'Hydra. Successivamente fu reclutato da Fury e divenne uno dei suoi alleati durante la battaglia di Sokovia e la guerra dell'infinito.
Al 2023, il personaggio è apparso in due film: Captain America: The Winter Soldier e Avengers: Age of Ultron.

### Korath
Korath (interpretato da Djimon Hounsou) è un membro della Starforce durante la guerra tra Kree e Skrull prima di diventare il sicario di Ronan l'accusatore, durante la quale si rivolta contro Thanos e combatte i Guardiani della Galassia, per poi essere ucciso da Drax.
Al 2023, il personaggio è apparso in due film: Guardiani della Galassia e Captain Marvel. Una versione alternativa di Korath è apparsa nella serie animata su Disney+ What If...?.

### Korg
Korg (doppiato e interpretato tramite motion capture da Taika Waititi) è un guerriero kronano che è stato costretto a partecipare alla Gara di campioni su Sakaar, insieme al suo migliore amico, Miek. In seguito guida una rivolta contro il Gran Maestro e fugge dal pianeta con l'aiuto di Thor proteggendo i sopravvissuti di Asgard contro Hela, scappando poi insieme ai sopravvissuti all'attacco di Thanos sulla Terra. Attorno al 2023, inizia a risiedere a Tønsberg in Novergia, ora ribattezzata Nuova Asgard, in una pensione con Thor e Miek e iniziando a giocare a dei videogiochi online.
Al 2023, il personaggio è apparso in tre film: Thor: Ragnarok, Avengers: Endgame e Thor: Love and Thunder. Una versione alternativa di Korg è apparsa nella serie animata su Disney+ What If...?.

### Kro
Kro (doppiato da Bill Skarsgård) è un Deviante che disprezza gli Eterni. Viene ucciso da Thena.
Al 2023, il personaggio è apparso nel film Eternals.

### Heinz Kruger
Heinz Kruger (interpretato da Richard Armitage) è il miglior assassino del Teschio Rosso ed ha ammazzato Abraham Erskine.
Al 2023, il personaggio è apparso nel film Captain America - Il primo Vendicatore. Una versione alternativa di Kruger è apparsa nella serie animata su Disney+ What If...?.

### Krylar
Lord Krylar (interpretato da Bill Murray) è il governatore di Axia, una città situata nel regno quantico.
Al 2023, il personaggio è apparso nel film Ant-Man and the Wasp: Quantumania.

### Kurt
Kurt (interpretato da David Dastmalchian) è un amico e compagno di stanza di Scott Lang e di Luis che lavora come hacker della squadra durante i furti. Nel 2021, Dastmalchian ha rivelato che il cognome di Dave è Goreshter.
Al 2023, il personaggio è apparso in due film: Ant-man e Ant-Man and the Wasp. Una versione alternativa del personaggio è apparsa nella serie animata su Disney+ What If...?.

## L

### Cassie Lang
Cassandra "Cassie" Lang (interpretata da Abby Ryder Fortson in Ant-Man e Ant-Man and the Wasp, Emma Fuhrmann in Avengers: Endgame, Kathryn Newton in Ant-Man and the Wasp: Quantumania) è la figlia di Maggie e Scott Lang. A causa dell'attività criminale di Scott, i suoi genitori divorziano, ma lei continua ad amare suo padre. Sua madre Maggie entra in una relazione con l'agente di polizia Jim Paxton. Nel 2015, viene tenuta in ostaggio da Darren Cross per poi scoprire che suo padre è Ant-Man. Nel 2018, esprime interesse a diventare la sua partner e incontra Hope van Dyne. Più tardi sopravvive al Blip e vive cinque anni, diventando adolescente, senza suo padre. Nel 2023, si riunisce con suo padre. Con interesse per il regno quantico, Cassie lavora con Hank Pym e van Dyne per costruire un satellite quantistico e la sua versione viola di una tuta di "Ant-Man". Nel 2026, mostra il suo satellite a suo padre, ma viene hackerato e lei, suo padre, Hope van Dyne, Janet van Dyne e Pym vengono risucchiati nel Regno Quantistico. Lì, lei e suo padre imparano a conoscere il multiverso e affrontano Kang il Conquistatore, oltre a incontrare di nuovo Cross, ora come M.O.D.O.K.
Al 2023, il personaggio è apparso in quattro film: Ant-Man, Ant-Man and the Wasp, Avengers: Endgame e Ant-Man and the Wasp: Quantumania.

### Laufey
Laufey (interpretato da Colm Feore) è il re dei giganti di ghiaccio basato sull'omonima figura della mitologia norrena. È il padre biologico di Loki che lo ha abbandonato da bambino, a causa della sua bassa statura. Laufey ha un forte odio per Odino a causa della sua sconfitta in battaglia quando ha cercato di conquistare la Terra. Loki convince Laufey a prendere il controllo di Asgard in persona, ma tradisce e uccide Laufey per dimostrarsi degno di Odino.
Al 2023, il personaggio è apparso nel film Thor.

### Ned Leeds
Ned Leeds (interpretato da Jacob Batalon) è il migliore amico di Peter Parker e la prima persona oltre a Tony Stark e Happy Hogan a scoprire l'identità di Parker come Spider-Man. Cade vittima del Blip nel 2018 ma viene resuscitato nel 2023. Nel 2024, in seguito all'esposizione e all'incriminazione dell'identità segreta di Parker al mondo, le domande universitarie di Ned, MJ e Parker vengono respinte a causa della controversia, nonostante la revoca delle accuse penali a suo carico. Quando i cattivi di alcune realtà alternative vengono portati nel loro universo, Ned e MJ aiutano Parker a portare i cattivi sfollati nel Sanctum Sanctorum. A seguito di un attacco messo in scena dal Norman Osborn dell'universo alternativo che porta i cattivi a fuggire dalla prigionia e la zia May, Ned convoca accidentalmente due Spider-Man alternativi, indicati come "Peter-Due" e "Peter-Tre", che aiutano il Parker dell'universo principale a curare i cattivi. Ned e MJ condividono un ultimo addio con Parker prima che Stephen Strange lanci un incantesimo che cancella i ricordi di Parker dal mondo rimandando nelle loro realtà di origine coloro che sono accidentalmente arrivati nel suo universo. È un filippino-americano.
Al 2023, il personaggio è apparso in cinque film: Spider-Man: Homecoming, Avengers: Infinity War (cameo), Avengers: Endgame (cameo), Spider-Man: Far From Home e Spider-Man: No Way Home, oltre che nella webserie The Daily Bugle.

### Darcy Lewis
La dottoressa Darcy Lewis (interpretata da Kat Dennings) è un personaggio originale del MCU, utilizzato spesso come personaggio di alleggerimento comico. Nel 2011 e nel 2013, è una laureata in scienze politiche alla Culver University ed assistente di ricerca volontaria dell'astrofisica Jane Foster per poter conseguire dei crediti universitari. Entro il 2023, ha ottenuto un dottorato in astrofisica e viene chiamata dallo S.W.O.R.D. per aiutare ad indagare sui fatti di Westview.
Al 2023, il personaggio è apparso in tre film: Thor, Thor: The Dark World e Thor: Love and Thunder (cameo), oltre che nella serie su Disney+ WandaVision. Una versione alternativa di Darcy Lewis è apparsa nella serie animata su Disney+ What If...?. Il personaggio ha fatto il suo debutto nei fumetti nella serie del 2023 Scarlet Witch. Nei fumetti, Darcy è l'aiutante di Scarlet e le gestisce un emporio dove vendono artefatti magici di relativa potenza per aiutare le persone.

### List
Il dottor List (interpretato da Henry Goodman) è uno scienziato dell'Hydra che ha condotto la sperimentazione sullo scettro di Loki e sui gemelli Pietro e Wanda Maximoff.
Al 2023, il personaggio è apparso in due film e in una serie televisiva: rispettivamente Captain America: The Winter Soldier (in una scena durante i titoli di coda), Avengers: Age of Ultron e Agents of S.H.I.E.L.D..

### Maya Lopez
Maya Lopez (interpretata da Alaqua Cox) è la nativa americana sorda leader della Mafia in tuta capace di imitare perfettamente i movimenti altrui. È la nipote adottiva di Wilson Fisk e figlia adottiva di William Lopez, uno dei leader della Mafia in tuta ucciso da Clint Barton / Ronin durante il Blip. Dal 2024, Maya comanda il suo gruppo contro Clint Barton e Kate Bishop, per poi rivoltarsi contro suo "zio" Kingpin dopo aver scoperto che è stato lui ad orchestrare l'omicidio del padre.
Al 2023, il personaggio è apparso nelle serie su Disney+ Hawkeye ed Echo.

### Luis
Luis (interpretato da Michael Peña) è il miglior amico di Scott Lang, oltre che suo ex collaboratore criminale ed alleato. Ha un talento particolare per la narrazione e spesso funge da comic relief nei film di Ant-Man.
Al 2023, il personaggio è apparso in due film: Ant-Man ed Ant-Man and the Wasp.

### Lylla
Lylla (doppiata da Linda Cardellini) è una lontra che è stata geneticamente modificata dall'Alto Evoluzionario a cui sono stati impiantati arti cibernetici. Era un membro del lotto 89, insieme a Teefs, Floor e Rocket. Lylla credeva che gli sarebbe stato permesso di risiedere sulla Contro-Terra, per poi scoprire da Rocket che l'Alto Evoluzionario intendeva ucciderli tutti. Dopo essere stata liberata da Rocket, si rallegra prima di essere rapidamente uccisa dall'Alto Evoluzionario. Rocket in seguito ha avuto un'esperienza onirica in cui ha incontrato Lylla fuori dall'aldilà mentre lo fa tornare ai vivi perché non era ancora arrivato il suo momento.
Al 2023, il personaggio è apparso nel film Guardiani della Galassia Vol. 3.